# Bully Buhlan

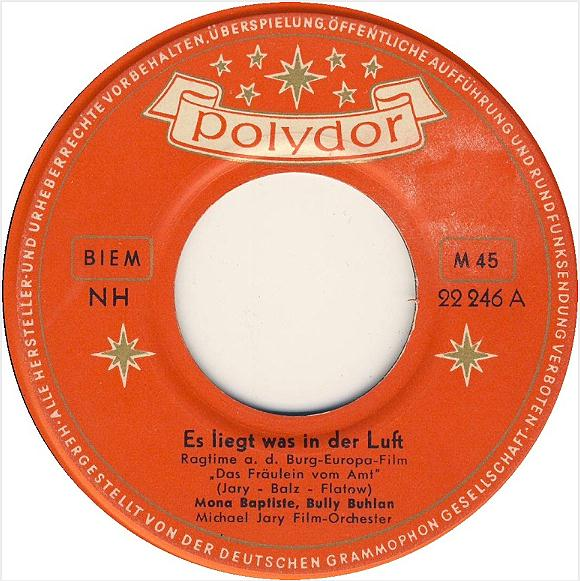
Single-label
Es liegt was in der Luft,
Polydor 22246, 1954

Bully Buhlan (geboren als Hans-Joachim Buhlan) (Berlin-Lichterfelde, 3 februari 1924 - Zehlendorf, 7 november 1982) was een Duitse jazz- en schlagerzanger, pianist, componist van schlagers en acteur, die in Duitsland succesvol was na de Tweede Wereldoorlog en in het begin van de jaren vijftig. Hij haalde twee keer de tweede plaats in de West-Duitse hitlijst.

## Loopbaan
Buhlan studeerde enige tijd rechten en was daarnaast actief als pianist in de swing. In 1945 haalde de toenmalige orkestleider van het Radio Berlin Tanzorchester, Michael Jary, hem naar het orkest en omdat Buhlan zo goed kon zingen, werd hij daar de zanger.
Hij was een van de eerste artiesten die platen ging maken voor de in 1947 opgerichte platenmaatschappij Amiga. Zijn grootste succes voor het label, waarvoor hij acht singles opnam, was een Duitstalige versie van Chattanooga Choo Choo, gezongen met Peter Rebhuhn. In 1948 stapte Buhlan over naar het in het westen van Berlijn gevestigde label Odeon, waarvoor hij onder andere Gib mir einen Kuß durchs Telefon opnam. In 1949 volgden drie singles voor Telefunken, daarna tekende hij een meerjarig contract met Duitsland's grootste platenmaatschappij Polydor. In de eerste jaren ontstonden de voor Buhlan kenmerkende singles als Ham' se nich' 'ne Braut für mich. Toen eind 1953 in Duitsland de eerste hitparade ontstond, stond Buhlan daarop genoteerd. In 1954 haalde Angelika de 21ste plaats.
Ook als acteur had Buhlan succes. In 1953 had hij een hoofdrol in de film Das singende hotel. In zijn loopbaan heeft Buhlan in meer dan dertig film- en tv-producties opgetreden.
Voor Polydor nam hij meerdere duetten op met zangeres Rita Paul (vier platen) en met Mona Baptiste (hun Es liegt was in der Luft uit 1954 was Buhlan's grootste hit, het haalde de tweede plaats). In totaal haalde Buhlan met vijf singles de Duitse hitparade, waarvan twee de tweede plek: ook Ich möcht auf deiner Hochzeit tanzen bereikte de tweede plaats. In de jaren zestig werkte hij meerdere keren samen met de radiozender RIAS, maar opnames van die samenwerking verschenen niet op de plaat.
In die tijd was Buhlan's populariteit tanende, zijn platen liepen niet meer en Polydor verloor zijn interesse in de zanger. Een overstap naar Philips leverde een plaat op (Polly-Wolly-Holiday), maar daarna was het afgelopen met de platencarrière van Buhlan. Hij verscheen tot begin jaren zeventig nog wel op de tv, maar een comeback aan het einde van dat decennium leverde niets op. Na een optreden in de tv-productie Ein kleines Glück auf allen Wegen (1980) plande hij een tournee door Duitsland met Bibi Johns en zijn vroegere zangpartner Mona Baptiste, maar het is er niet meer van gekomen: op 8 november 1982 overleed de zanger aan een hartaanval.

## Filmografie
- 1946: Sag’ die Wahrheit
- 1950: Drei Mädchen spinnen
- 1950: Es begann um Mitternacht
- 1952: Der keusche Lebemann
- 1952: Heimweh nach Dir
- 1952: Königin der Arena
- 1953: Das singende Hotel
- 1953: Das Früchtchen (Ein tolles Früchtchen)
- 1953: Schlagerparade
- 1954: Große Starparade
- 1954: Fräulein vom Amt
- 1954: Raub der Sabinerinnen
- 1955: Wie werde ich Filmstar?
- 1955: Wunschkonzert
- 1955: Ball im Savoy
- 1956: Ich und meine Schwiegersöhne
- 1956: Kaiserball
- 1956: Mädchen mit schwachem Gedächtnis
- 1960: Marina
- 1971: Glückspilze

## Discografie

### Schellak
| kant A/kant B                                                                   | Catalogusnr. | jaar release |
| ------------------------------------------------------------------------------- | ------------ | ------------ |
| Amiga                                                                           |              |              |
| Ich mach Musik / (RBT-Orchester: Swing It)                                      | 1106         | 1947         |
| Chattanooga Choo Choo (I) / Chattanooga Choo Choo (II) (& Peter Rebhuhn)        | 1109         | 1947         |
| Ja, wenn ich ein Tänzer wär’ / (P. Rebhuhn: Komm mit mir)                       | 1110         | 1947         |
| You Won’t Be Satisfied / Treppauf – Treppab                                     | 1131         |              |
| Hallo Baby Mademoiselle / (Tanzorchester Leipzig: Apple Honey)                  | 1167         |              |
| Kaloriensong / (Tanzorchester Leipzig: Alexander’s Ragtime Band)                | 1170         |              |
| Ich wollt’ mich nicht in sie verlieben / (Tanzorchester Leipzig: Studie in F)   | 1172         |              |
| Ein Mann mit knarrenden Schuhen / (Cornel-Trio: Die Rose vom Wörther See)       | 1185         |              |
| Odeon                                                                           |              |              |
| Gib mir einen Kuß durchs Telefon / Sieben auf einen Streich                     | 26632        | 1948         |
| Räuberballade / Don Juan                                                        | 26633        | 1948         |
| Ja, mein guter Freund / Wunschballade                                           | 26646        | 1948         |
| Telefunken                                                                      |              |              |
| Nur die Ruhe / (Walter Hauck: Geisterreiter)                                    | 10848        | 1949         |
| Ich bin ein armer Troubadour / Wenn der Hein in Rio ist                         | 10849        | 1949         |
| Nur die Ruhe / Opapa                                                            | 10894        | 1949         |
| Polydor                                                                         |              |              |
| Wir tanzen wieder Polka / (Gloria Astor: Die Nachtigall singt)                  | 48233        | 09/1949      |
| Ich hab’ die Liebe nicht erfunden / (Ilja Glusgal: Chiquita)                    | 48234        | 09/1949      |
| Ich war nie mit Susi allein / Anna, Betty                                       | 48431        | 11/1950      |
| Was kann denn mein Herz dafür / Ja in Mexiko                                    | 48458        | 12/1950      |
| Ja, was bliebe / Ich hab’ mich so an dich gewöhnt                               | 48476        | 02/1951      |
| Ham’ se nich’ ’ne Braut für mich / Alles wegen dir                              | 48480        | 02/1951      |
| Pst, hinter ihnen steht einer / Am Samstag um vier (& Rita Paul)                | 48546        | 1951         |
| Das ist nichts für kleine Mädchen / Klein-Baby                                  | 48569        | 1951         |
| Kunigunde / Ich trau’ mich nicht                                                | 48571        | 1951         |
| Lieber Leierkastenmann / Ich hab’ noch einen Koffer in Berlin                   | 48573        | 1951         |
| Damenwahl / Das Ding mit dem Pfiff                                              | 48588        | 1951         |
| Ein Gläschen Wein und du / (R. Paul: Ich zähl’ mir’s an den Knöpfen ab)         | 48694        | 1952         |
| Ein Musikus, ein Musikus / Das Lebenslied                                       | 48728        | 1952         |
| Dein Herz ist aus Stein / Bei Katarina brennt noch Licht                        | 48763        | 1952         |
| Mäcki-Boogie / Du sollst mir doch nicht immer … (& R. Paul)                     | 48839        | 1952         |
| Rum – Rum – Rum / Ein Foto von dir                                              | 48877        | 12/1952      |
| Brauchst du für’s Herz ’ne Miss / Junge – Junge – Junge (& R. Paul)             | 48971        | 05/1953      |
| Wenn ich Generaldirektor wär’ / Angelika                                        | 49064        | 1954         |
| Lili-Boogie / Fridolin                                                          | 49079        | 1954         |
| Seid ihr alle da / Eine einzige Stunde                                          | 50039        | 1955         |
| Was, du brauchst schon wieder Geld / Das kann doch keine Sünde sein (& R. Paul) | 50141        | 1955         |

### Vinyl-singles
| kant A/kant B                                                                    | Catalogusnr. | Jaar release |
| -------------------------------------------------------------------------------- | ------------ | ------------ |
| Polydor                                                                          |              |              |
| Was versteht denn ein Cowboy / (Lonny Kellner: Manhattan Boogie)                 | 22013        | 001954       |
| Lieber Leierkastenmann / Ich hab' noch einen Koffer in Berlin                    | 22161        | 001954       |
| Liebes kleines Fräulein Susi / Weine doch nicht                                  | 22245        | 05/1954      |
| Es liegt was in der Luft / Liebesgeständnis (& Mona Baptiste)                    | 22246        | 06/1954      |
| Gilli-Gilli-Oxenpfeffer-Katzenellenbogen in Tirol / Good Night                   | 22350        | 09/1954      |
| Ich lese dir die Wünsche von den Augen ab / Ich könnt’ dich anschaun stundenlang | 22456        | 001955       |
| Mac's Rag / So wie meine                                                         | 22493        | 1955         |
| Ich möcht auf deiner Hochzeit tanzen / Zwei Herzen im Mai                        | 23038        | 001955       |
| Seid ihr alle da / Eine einzige Stunde mit dir                                   | 23039        | 001955       |
| Was, du brauchst schon wieder Geld / Das kann doch keine Sünde sein (& R.Paul)   | 23141        | 001955       |
| Ich hab' dir aus Ägypten einen Kaktus mitgebracht / Tür zu!                      | 23210        | 05/1956      |
| Du wirst niemals ein Cowboy / Links ein Mädchen, rechts ein Mädchen              | 23261        | 01956        |
| Eine Frau muß man küssen / Mir ist so Dideldadeldum (& M.Baptiste)               | 23327        | 001956       |
| Leo, Leo, Leo / Irgendwann, irgendwie, irgendwo                                  | 23420        | 02/1957      |
| So schön ist Melanie / Signorina aus Messina                                     | 23508        | 001957       |
| Wie lange das noch gut geht / Sowas wie Dich                                     | 23586        | 12/1957      |
| Heute abend Ball / Ich schreibe meiner Frau heut' einen Liebesbrief              | 23615        | 001958       |
| Räuber-Ballade / Kannst du das vergessen                                         | 23675        | 001958       |
| Einmal blond, einmal braun / Fragen sie den Fachmann                             | 23766        | 001958       |
| Ja, der Tobby / Du bist ja viel zu schade                                        | 23829        | 001958       |
| Das war der Schinderhannes / Räuber-Rock                                         | 23898        | 01/1959      |
| Frühling an der Seine / Es gibt noch Liebe auf den ersten Blick                  | 24188        | 02/1960      |
| Mister Bye-Bye / Warum soll ausgerechnet ich                                     | 24360        | 10/1960      |
| Einmal sind wir wieder vereint / Wir wollen den Weg gemeinsam gehen              | 24549        | 07/1961      |
| Erdbeertorte / Boys and Girls                                                    | 24592        | 08/1961      |
| Das Lied von der Krummen Lanke / Wenn Nante heut' noch lebte                     | 24671        | 11/1961      |
| Ich bin verliebt in das ganze Ballett / Wilhelmina                               | 24680        | 01/1962      |
| Die Erdbeertorte / Boys und Girls                                                | 24876        | 07/1962      |
| Schwiegermutter-Polka / Fragen sie Frau Sybille                                  | 52078        | 07/1963      |
| Ich soll dich grüßen von Berlin / Ich schick dir eine Karte                      | 52494        | 05/1965      |
| Philips                                                                          |              |              |
| Polly-Wolly-Holiday / Junge Herzen haben Sehnsucht (& Karin Rother)              | 345599       | 08/1963      |